# فينس كوندي
فينس كوندي (بالإنجليزية: Vince Conde)‏ هو لاعب كرة قاعدة أمريكي، ولد في 13 أكتوبر 1993 في سان خوان في الولايات المتحدة.

## وصلات خارجية
- فينس كوندي على موقعبيزبول رفرنس.كوم (الدوري الثانوي) (الإنجليزية)